# Jacobus Heres
Jacobus Heres (Oudeschans, 16 april 1768 – Bellingwolde, 16 april 1835) was een Nederlandse herenboer, landmeetkundige, vestingbouwkundige en bestuurder.

## Leven en werk
Heres werd in 1768 in Oudeschans geboren als zoon van de assessor Hero Jansen Heres en Albertje van Oosten. Heres volgde een academische studie. Hij vormde, aldus Botke, tussen de Groningere landbouwers op dit gebied een uitzondering. In 1788 promoveerde hij op 20-jarige leeftijd in Groningen. Hij was een van de eersten in Groningen die bij zijn boerderij in Oudeschans een tuin in de Engelse landschapsstijl liet aanleggen.
In 1808 werd Heres uit Oudeschans benoemd tot secretaris van Nieuweschans. In 1811 werd hij benoemd tot maire van Bellingwolde. Hij zou tot zijn overlijden in 1835 het hoofd van de gemeente Bellingwolde blijven. De Franse benaming maire wijzigde in 1815 in schout en later in burgemeester. Ter gelegenheid van het tweehonderdjarig bestaan van de Groningse universiteit in 1814 werd hij benoemd tot erelid van het Natuur- en Scheikundig Genootschap aldaar.
Hij trouwde in 1798 met Geertruida Zijlwaarder. 